# Скалат
Ска́лат (укр. Скалат) — город в Тернопольском районе Тернопольской области Украины. Административный центр Скалатской городской общины.

## Географическое положение
Находится у реки Збруч, на берегу реки Гнилой (правого притока Збруча) около трёх скал, которые относятся к Подольским Товтрам
Расположен в 20 км от районного центра и в 30 км — от областного.

## Название
Название города выводят от слова «скала».

## История
Первое документальное свидетельство о Скалате датируется 1512 годом, когда он принадлежал к Теребовлянскому уезду Галицкой земли Русского воеводства.
В 1600 году, во времена правления короля Сигизмунда III, владельцы Скалата — магнаты Сенявские основали на территории села новый городок, назвав его Дембно — (название не прижилось). Они построили над прудом каменный замок, окружённый земляными валами и рвами, с каменными въездными воротами, которые частично сохранились до наших дней.
В этом же 1600 году Скалат получил магдебургское право, которое предусматривало предоставление городу самоуправления. Городское управление самостоятельно устанавливало начало выборов и функции самоуправления, суда, купеческих объединений, цехов, регулировало вопросы торговли, опеки, наследования, определяло наказания за различные виды преступлений и т. д. В органы самоуправления выбирались те, кто имел хоть какую то собственность в городе. Исторические очерки свидетельствуют, что Скалат был не очень богатым населённым пунктом, хотя магдебургское право весьма высоко ценилось в те времена и предоставлялось относительно большим городам (в 1356 г. — Львов, в 1374 г. — Каменец-Подольский, в 1497 г. — Киев), и ограничивало, таким образом, вмешательство со стороны королей или княжеских чиновников, но это сделало Скалат весьма зажиточным городом. Уже в 1602 году в городе действовал магистрат, существовала ратуша.
В начале XVII века владельцы Скалата часто менялись: 1602 г. — Ходкевичи, 1614 г. — князь С. Корецкий, 1627 г. — галицкий мечник К. Вихровский, после 1632 г. — Калиновские, в 1643 г. — снова Вихровский.
Земли вокруг Скалата входили в состав Галицко-Волынского княжества Киевской Руси, а с середины XIV века до почти середины второй половины XVIII века находилась под польской властью.

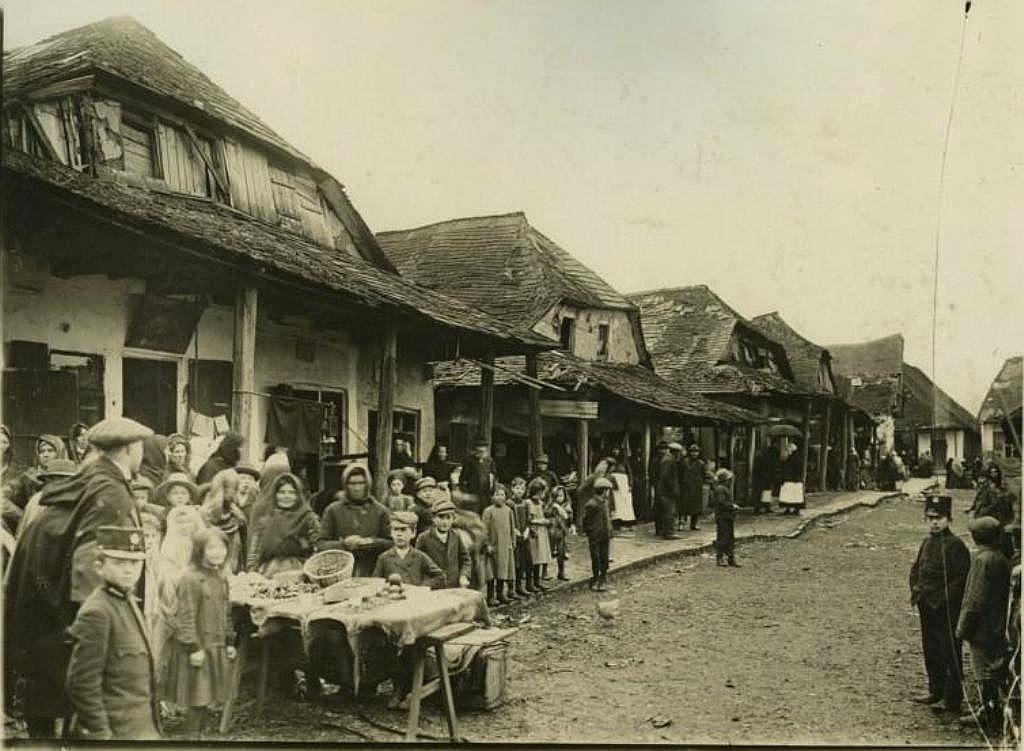
Городская улица, 1908 год

Более ранние свидетельства о городе неизвестны, но в целом эти территории разделяли судьбу других населённых пунктов Подолья. Согласно географическому словарю Подольского королевства, изданному в 1889 году, Скалатской уезд занимал восточные границы Галиции, граничил на востоке с Подольской губернией, на юге — с Густынским уездом, на западе — с Теребовлянским и Тернопольским уездами. Имел 73692 жителей.
В 1939 году, после вхождения в состав СССР и Украинской ССР, Скалат стал районным центром.
Вскоре после начала Великой Отечественной войны город был оккупирован наступавшими немецкими войсками.
В середине июля 1943 года в ходе Карпатского рейда город был занят кавалерийским дивизионом Сумского партизанского соединения под командованием А. Н. Ленкина — кавалеристы разгромили находившийся в городе немецкий охранный батальон и удерживали город до подхода основных сил соединения.
Окончательно занят советскими войсками в марте 1944 года.
В 1962 году город вошёл в состав Подволочисского района.
В 1975 году здесь действовали комбикормовый завод, асфальтовый завод, фабрика бытовой химии и другие предприятия.
В январе 1989 года численность населения составляла 4260 человек, крупнейшими предприятиями в это время являлись фабрика бытовой химии и комбикормовый завод.
По состоянию на 1 января 2013 года численность населения составляла 4018 человек.
В ходе административно-территориальной реформы в Украине, в 2020 году Подволочисский район был упразднён, а город стал административным центром Скалатской городской общины Тернопольского района.

## Транспорт
Скалат — железнодорожная станция на линии Тернополь — Гримайлов. Географическое положение выгодно — рядом лежат пути на Теребовлю, Збараж, Каменец, Львов, Киев.

## Герб
Герб города достаточно простой, но с интересной символикой: на серебряном фоне — голубая восьмиугольная звезда. Он зафиксирован на городской печати 1785 года с надписью «SIGILLUM CIVITATIS SKALAT» («Печать города Скалата»). Почти аналогичное изображение восьмиугольной звезды содержится на польском шляхетском гербе чешского происхождения «Штернберг», который отличается от герба Скалата только цветом (золотая звезда на голубом фоне). Однако связь этого герба с историей Скалата остаётся неизвестной.

## Достопримечательности
- Скалатский замок XVII века

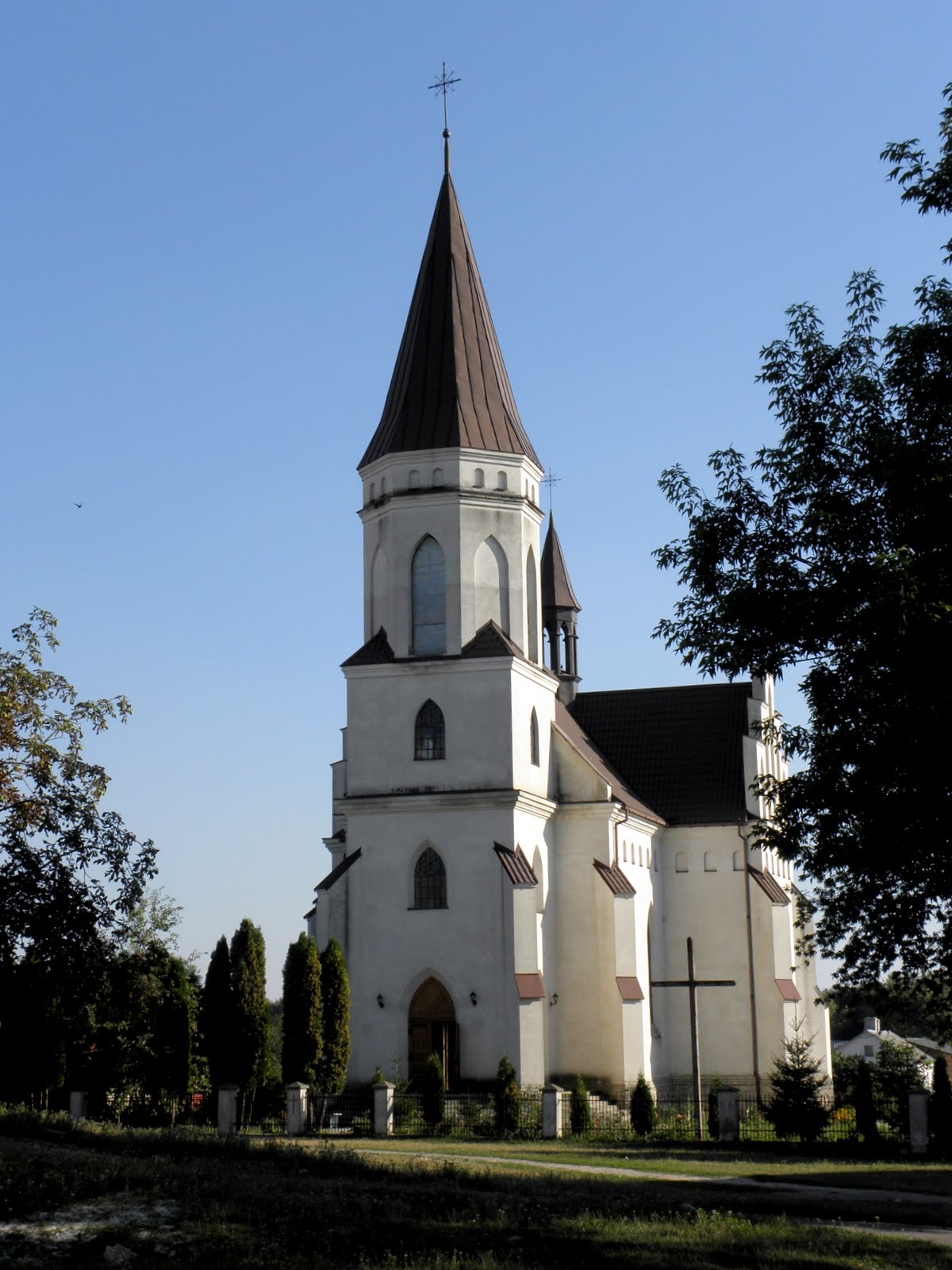
Костёл Святой Анны
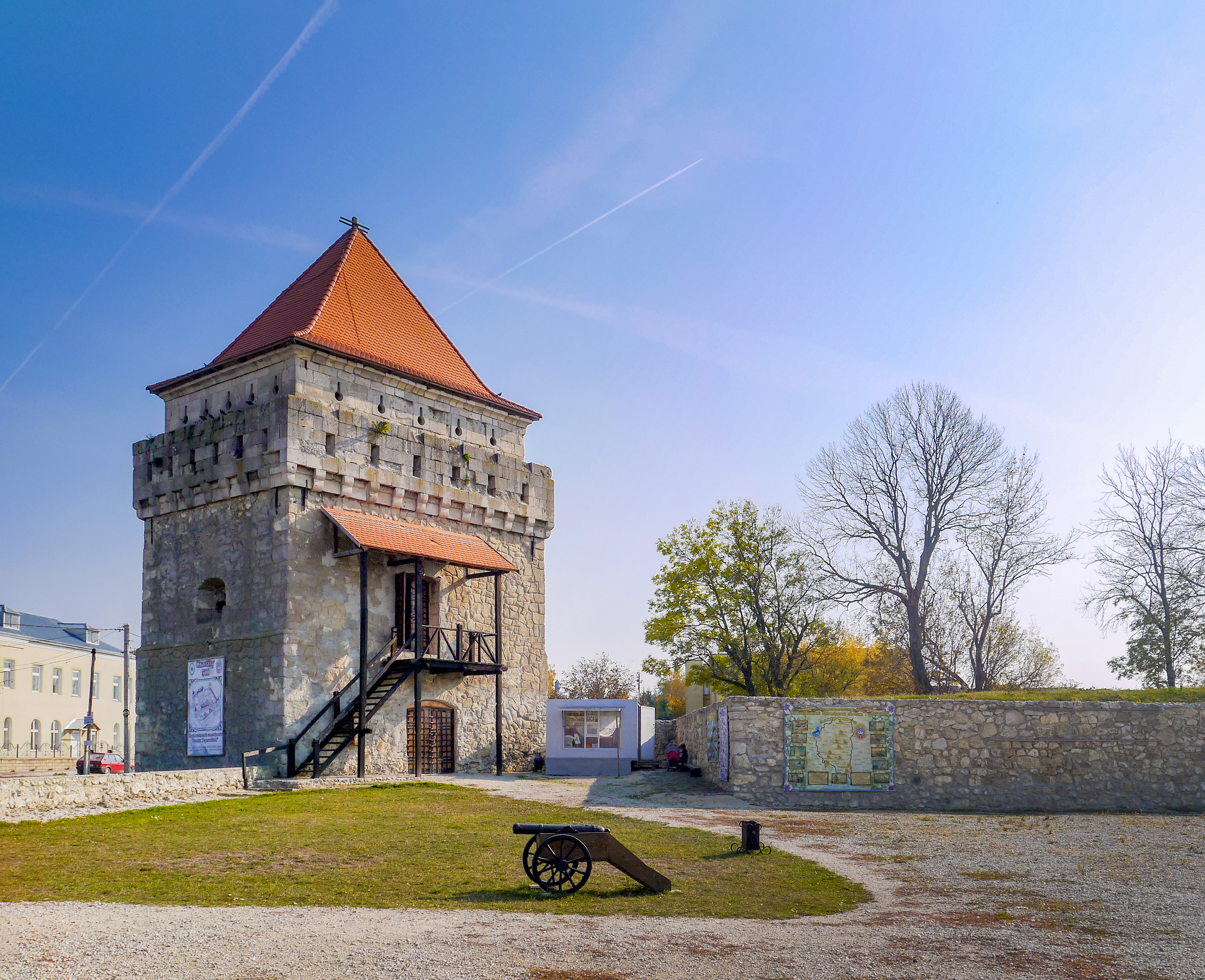
Скалатский замок
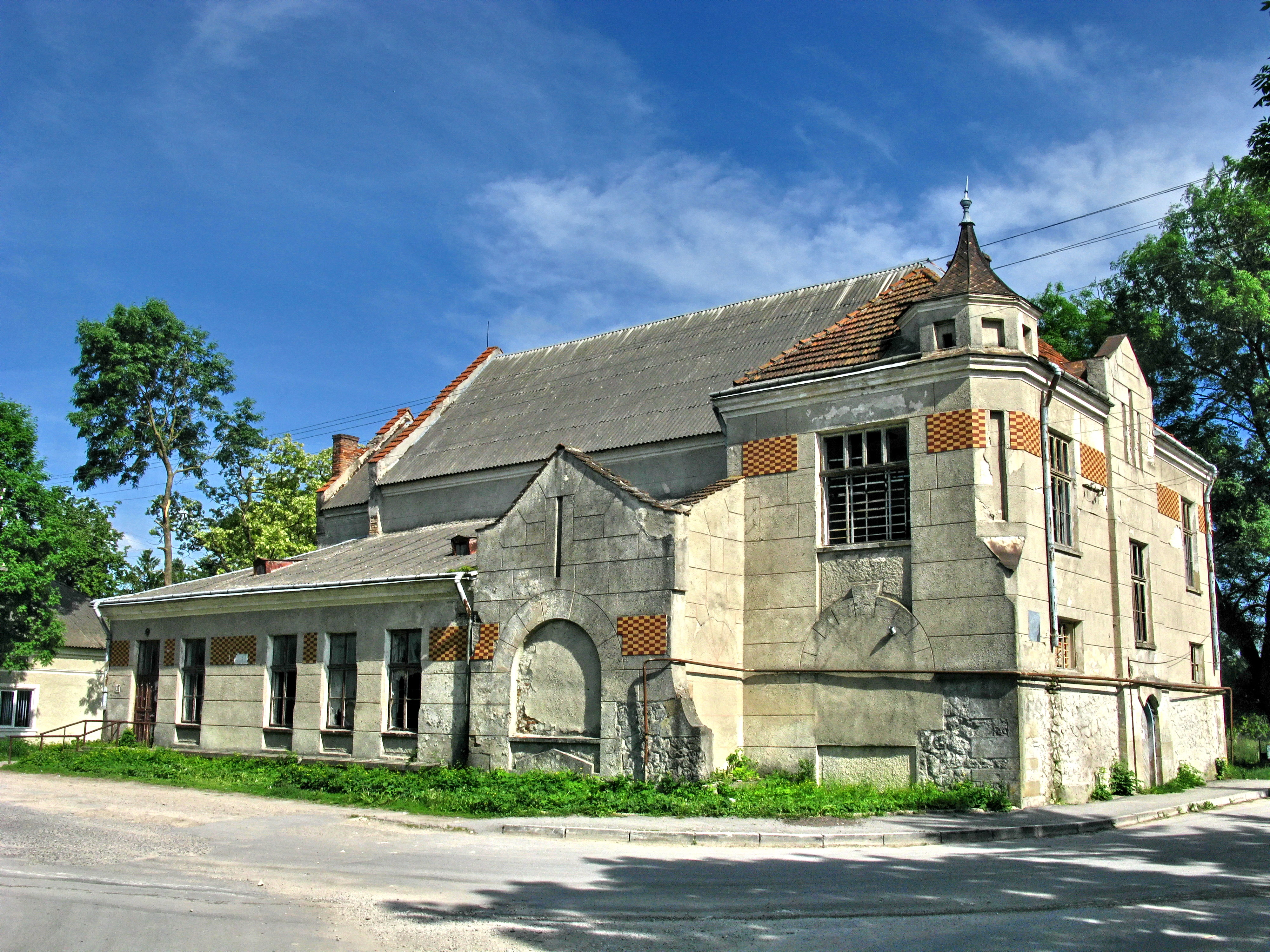
Элемент городской архитектуры
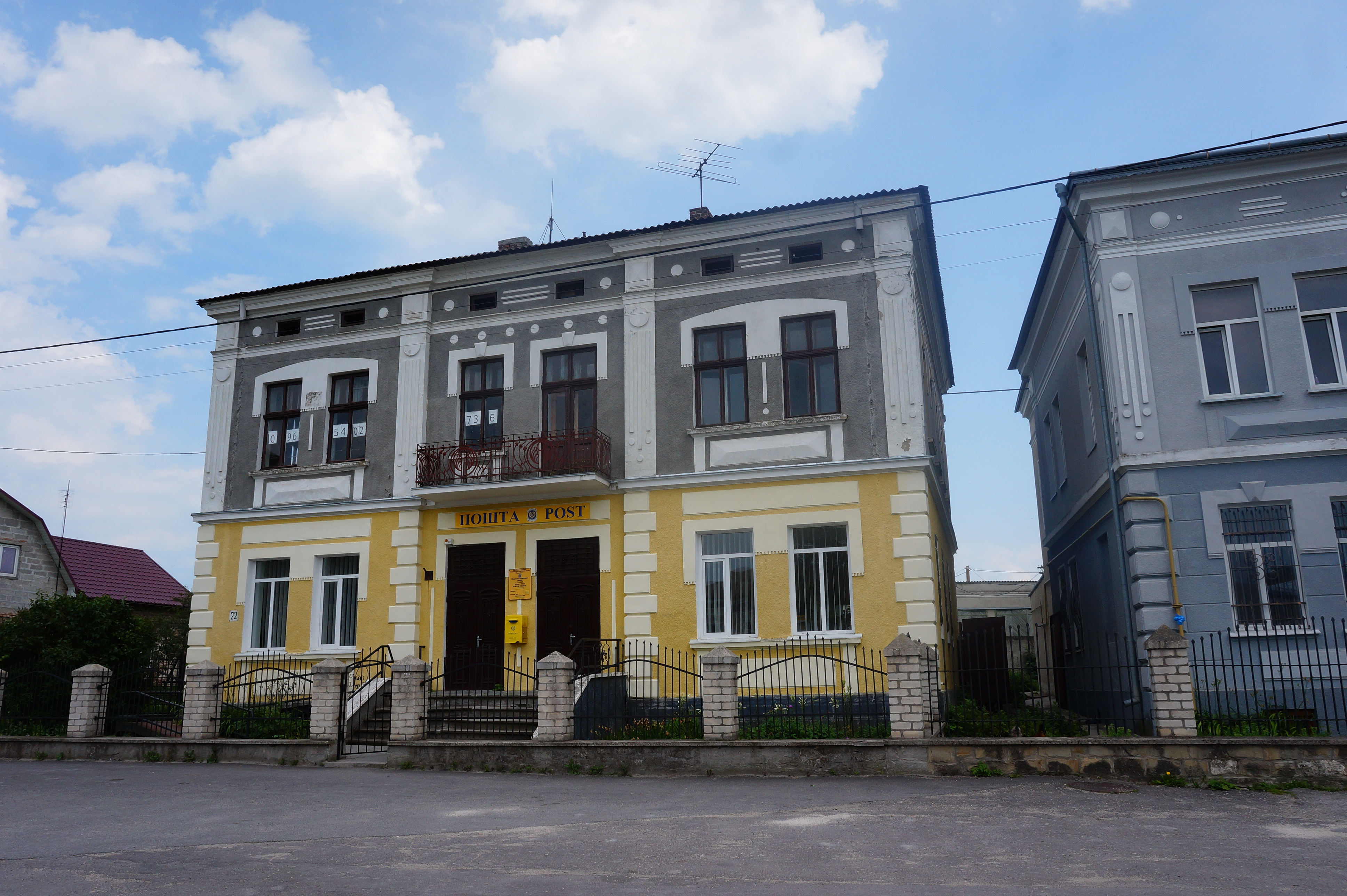
Здание почты

- Преображенская церковь
- Синагога
- Урочище «Малинник»

- Костёл Святой Анны
- Скалатский замок
- Элемент городской архитектуры
- Здание почты